# Melanterit
A melanterit a szulfátásványok közé tartozó ásványfaj. Monoklin kristályrendszerben prizmákban, jelenik meg, de szabad szemmel kristályai ritkán ismerhetők fel. Tömeges előfordulásban szemcsés, bekérgeződések és cseppköves halmazokként található Hevítésre víz tartalmából veszít, kiizzítva sárgásbarna vasoxid marad vissza. Igen lágy ásványnak minősítik. Nevét az ásványról először publikáló bécsi Wilhelm Haidinger professzor adta.
- Vas (Fe) = 20,1%
- Kén (S) = 11,5%
- Hidrogén (H) = 5,1%
- Oxigén (O) =63,3%.

## Keletkezése
Másodlagosan keletkezik érctelepek szulfidos ásványaiból az oxidációs zónában.
Hasonló ásványok: mallardit, goslarit.

## Előfordulásai
Németország területén a Harz-hegységben az ércesedett területek közelében. Megtalálható  Csehország Érc-hegységében.  Norvégiai ércelőfordulások oxidációs zónájában.
Kísérő ásványok: barit, markazit, pirit, kvarc, kalcit.
Recsk község területén folytatott bányászkodás során az ásvány két megjelenési formában volt található.Szálas kristályok összenőtt tömege részben korrodálva, világoszöld bekérgeződéseket találtak, melyek zárványoktól szürkés árnyalatot kaptak. Előfordult fürtös csomókban sugarasan kifejlődött kristályokkal világoszöld könnyen morzsolódó csomókban. Rudabánya felhagyott bányavágataiban és fejtési üregeiben cseppkő alakú bevonatok és porló barittal kérget alkotva fordul elő. Nagybátony közelében a  Sulyomtető déli oldalán az andezit kőfejtőben igen vékony markazit teléreket tártak fel, ahol több helyen az érc melanteritté alakult át. Telkibánya bányászati műveletei során több helyen cseppköves előfordulásban találták meg. Pányok és Alsókéked közötti Hosdát völgyben kutatótáróban találtak melanteritet. 